# 陈新谦
陈新谦（1918年—2019年1月30日），男，湖北汉阳人，中国药学编辑家、药学史专家，曾任《药学通报》副主编，中国药学会常务理事，